# Роджерс, Морган
Мо́рган  Э́ллиот Ро́джерс (англ. Morgan Elliot Rogers; род. 26 июля 2002, Хейлсовен, Западный Мидленд) — английский футболист, вингер клуба «Астон Вилла» и сборной Англии.

## Клубная карьера

### «Вест Бромвич Альбион»
Роджерс начал играть в футбол в юношеской команде «Вест Бромвич Альбион» до 9 лет. 6 февраля 2019 года он дебютировал на профессиональном уровне за «Вест Бромвич», заменив на 82-й минуте Уэса Хулахана в матче Кубка Англии против «Брайтон энд Хоув Альбион».

### «Манчестер Сити»
1 августа 2019 года Роджерс подписал контракт с «Манчестер Сити» после игры против него за «Вест Бромвич Альбион» в полуфинале Молодёжного кубка Англии.

#### «Линкольн Сити» (аренда)
4 января 2021 года Роджерс был отдан в аренду до конца сезона в «Линкольн Сити». Через несколько дней он дебютировал за клуб в игре против «Питерборо Юнайтед», выйдя со скамейки запасных. 26 января Роджерс забил свой первый профессиональный гол в ворота «Портсмута» (1:0). Три гола в семи играх в марте позволили ему получить награду «Молодой игрок месяца EFL» во время аренды.

#### «Борнмут» (аренда)
23 августа 2021 года Роджерс был отдан в аренду до конца сезона в «Борнмут». Свой единственный гол за клуб он забил 15 января 2022 года в проигрышном матче чемпионата в ворота «Лутон Тауна» (2:3).

#### «Блэкпул» (аренда)
4 января 2023 года Роджерс был отдан в аренду на оставшуюся часть сезона в «Блэкпул». 8 мая Роджерс забил свой единственный гол за клуб в победной игре против «Норвич Сити» (1:0).

### «Мидлсбро»
7 июля 2023 года Роджерс подписал контракт с клубом «Мидлсбро» за нераскрытую сумму. Роджерс забил свой первый гол за клуб 29 июля, сравняв счет и сделав его окончательным (2–2) в предсезонном товарищеском матче против «Осера». Роджерс забил свой первый гол за клуб 29 августа в победной игре против «Болтона» (3:1) в Кубке Английской футбольной лиги.

### «Астон Вилла»
1 февраля 2024 года Роджерс подписал контракт с клубом Премьер-лиги «Астон Вилла» за нераскрытый гонорар, который, как сообщается, составил 8 миллионов фунтов стерлингов, который потенциально может вырасти до 15 миллионов фунтов стерлингов с учетом надбавок, связанных с результативностью. «Манчестер Сити» имел право на 25% гонорара из-за пункта о продаже в первоначальном трансфере в «Мидлсбро». 3 февраля Роджерс дебютировал в Премьер-лиге, выйдя на замену в выездной победе над «Шеффилд Юнайтед» (5:0).

## Карьера за сборную
Роджерс представлял Англию на уровнях до 15, до 16, до 17 и до 18 лет.
Он представлял сборную Англии до 16 лет на турнире Монтегю в 2018 году. В сентябре 2018 года Роджерс оформил хет-трик за сборную Англии до 17 лет в игре против Бельгии. В следующем месяце он забил гол в ворота США, а также забил последний гол в победной игре над Бразилией (3:1). В марте 2019 года Роджерс дважды забил гол в элитном отборочном матче против Швейцарии. В апреле 2019 года Роджерс был включен в состав сборной Англии на юношеский чемпионат Европы.
6 сентября 2019 года Роджерс дебютировал за сборную Англии до 18 лет, выйдя на замену на 64-й минуте в победной игре над Австралией (3:2).
6 сентября 2021 года Роджерс дебютировал за сборную Англии до 20 лет в победной игре над сборной Румынии (6:1).

## Статистика
| Клуб                         | Сезон      | Лига         | Лига  | Лига | Кубок Англии | Кубок Англии | Кубок лиги | Кубок лиги | Европа | Европа | Другое | Другое | Итог  | Итог |
| Клуб                         | Сезон      | Дивизион     | Матчи | Голы | Матчи        | Голы         | Матчи      | Голы       | Матчи  | Голы   | Матчи  | Голы   | Матчи | Голы |
| ---------------------------- | ---------- | ------------ | ----- | ---- | ------------ | ------------ | ---------- | ---------- | ------ | ------ | ------ | ------ | ----- | ---- |
| Вест Бромвич Альбион (до 21) | 2017/18    | —            | —     | —    | —            | —            | —          | —          | —      | —      | 1      | 0      | 1     | 0    |
| Вест Бромвич Альбион         | 2018/19    | Чемпионшип   | 0     | 0    | 1            | 0            | 0          | 0          | —      | —      | —      | —      | 1     | 0    |
| Манчестер Сити (до 21)       | 2019/20    | —            | —     | —    | —            | —            | —          | —          | —      | —      | 4      | 1      | 4     | 1    |
| Манчестер Сити (до 21)       | 2020/21    | —            | —     | —    | —            | —            | —          | —          | —      | —      | 1      | 0      | 1     | 0    |
| Манчестер Сити (до 21)       | Итог       | Итог         | 0     | 0    | 0            | 0            | 0          | 0          | 0      | 0      | 5      | 1      | 5     | 1    |
| Линкольн Сити (аренда)       | 2020/21    | Лига 1       | 25    | 6    | 0            | 0            | 0          | 0          | —      | —      | 3      | 0      | 28    | 6    |
| Борнмут (аренда)             | 2021/22    | Чемпионшип   | 14    | 1    | 1            | 0            | 1          | 0          | —      | —      | 0      | 0      | 16    | 1    |
| Блэкпул (аренда)             | 2022/23    | Чемпионшип   | 20    | 1    | 2            | 0            | —          | —          | —      | —      | —      | —      | 22    | 1    |
| Мидлсбро                     | 2023/24    | Чемпионшип   | 26    | 2    | 0            | 0            | 6          | 5          | —      | —      | —      | —      | 32    | 7    |
| Астон Вилла                  | 2023/24    | Премьер-лига | 11    | 3    | —            | —            | —          | —          | 5      | 0      | —      | —      | 16    | 3    |
| Астон Вилла                  | 2024/25    | Премьер-лига | 9     | 2    | 0            | 0            | 0          | 0          | 3      | 0      | —      | —      | 12    | 2    |
| Астон Вилла                  | Итог       | Итог         | 20    | 5    | 0            | 0            | 0          | 0          | 8      | 0      | 0      | 0      | 28    | 5    |
| Общий итог                   | Общий итог | Общий итог   | 105   | 15   | 5            | 0            | 7          | 5          | 8      | 0      | 10     | 1      | 134   | 21   |

1. 1 2 3  Матч(и) в Трофее Английской футбольной лиги
2. ↑  Матчи в плей-офф Лиге 1
3. ↑  Матчи в Лиге конференций
4. ↑  Матчи в Лиге чемпионов

## Достижения

### Клубные

#### «Манчестер Сити» (до 18)
- Обладатель Молодёжного кубка Англии: 2019/20

### Индивидуальные
- Лучший молодой игрок месяца Лиги 1: март 2021 года
- Лучший бомбардир Кубка лиги: 2023/24 (5 голов)